# Pseuderanthemum maguirei
Pseuderanthemum maguirei är en akantusväxtart som beskrevs av Emery Clarence Leonard. Pseuderanthemum maguirei ingår i släktet Pseuderanthemum och familjen akantusväxter. Inga underarter finns listade i Catalogue of Life.